# الميرزا مهدي الشيرازي
الميرزا سيد مهدي بن حبيب الله بن آقا بزرگ الحسيني الشيرازي (1304 هـ - 1380 هـ). مرجع شيعي إثني عشري عراقي في القرن الثالث عشر الهجري.
ولد سنة 1304 هـ في مدينة كربلاء في العراق، وبدأ تعلمه فيها حيث تعلم فيها قراءة القرآن. ثم سافر مع والده إلى مدينة سامراء وأخذ فيها دروسه في النحو والصرف والمنطق والمعاني والبيان والحساب والهندسة، وحفظ القرآن ومقامات الحريري وألفية ابن مالك والتهذيب في المنطق والجزري في التجويد ومتن الشاطبي وشطراً من متن المطول وقد تتلمذ في فن التجويد على المقرئ حسين الهندي. كما درس أيضاً في سامراء التفسير والأخلاق والتجويد والجفر والطلسمات والدراية والحديث والرجال والهيئة.

## أبنائه وعائلته
ينتمي إلى عائلة الشيرازي وهي عائلة شيعية دينية مشهورة، ومن رجال هذه العائلة محمد حسن الشيرازي مؤسس نهضة التنباك في إيران، ومحمد تقي الشيرازي قائد ثورة العشرين في العراق، وقد أنجب مهدي الشيرازي من الأبناء:
- محمد: أكبر أبنائه، وهو مرجع ديني سابق، عاش في كربلاء والكويت وقم، حيث توفي فيها سنة 2001.
- حسن الحسيني الشيرازي: عالم من علماء الشيعة، ومؤسس الحوزة العلمية الزينبية في دمشق، اغتيل سنة 1400 هـ في بيروت في لبنان.

- لم يُخَلِّف ذرية.

- صادق الحسيني الشيرازي: مرجع حالي من مراجع الشيعة في مدينة قم الإيرانية.
- مجتبى الحسيني الشيرازي: عالم من علماء الشيعة، عاش في كربلاء والنجف وقم ومشهد، انتقل بعد الثورة الإيرانية للعيش في المملكة المتحدة.

## مؤلفاته
| - شرح العروة الوثقى. هذا الكتاب شرحٌ على كتاب العروة الوثقى لمحمد كاظم الطباطبائي اليزدي. - رسائل في مباحث أصولية. - رسالة في التجويد. - رسالة حول فقه الإمام الرضا. - كشكول في مختلف العلوم. - الدعوات المجربات. - هدية المستعين في أقسام الصلوات المندوبة. - رسالة في الجفر. - أجوبة المسائل الاستدلالية. | - ذخيرة العباد. - ذخيرة الصلحاء. - الوجيزة. - تعليقة على العروة الوثقى. هذا الكتاب تعليقة على كتاب العروة الوثقى لمحمد كاظم الطباطبائي اليزدي، ولا يزال مخطوطاً ولم يُطبع بعد. - تعليقة على وسيلة السيد أبوالحسن الأصفهاني. هذا الكتاب حاشيةٌ على كتاب وسيلة النجاة، وهو الرسالة العملية لأبي الحسن الأصفهاني. - بداية الأحكام. |

## وفاته
توفي في الثامن والعشرين من شهر شعبان 1380 هـ، ودُفِنَ في مقبرة (آل الشيرازي).

### كتب
- أعيان الشيعة. محسن الأمين، طبع بيروت - لبنان، تاريخ الطبع مفقود، منشورات دار التعارف.
- عندما يتحدث الأبناء. إعداد: مؤسسة إحياء تراث العلماء الشهداء من آل الشيرازي، طبع بيروت - لبنان، عام 2009 م، منشورات دار العلوم.
- الذريعة إلى تصانيف الشيعة. آغا بزرگ الطهراني، طبع بيروت - لبنان، تاريخ الطبع مفقود، منشورات دار الأضواء.

### إشارات مرجعية
1. 1 2 3 4 5 6 7 8 9 10 11  
الأمين، محسن. أعيان الشيعة - ج10. ص. 146. مؤرشف من الأصل في 2019-12-14.
2. 1 2 3 4 5 6 7 8 9 10 11  
الأمين، محسن. أعيان الشيعة - ج10. ص. 147. مؤرشف من الأصل في 2019-12-14.